# Eleição municipal de Araraquara em 2024
A eleição municipal de Araraquara em 2024 foi o 19.º pleito eleitoral realizado na história do município. Ocorreu oficialmente em 6 de outubro e foi disputada em turno único, dado que Araraquara por não ter 200 000 eleitores registrados e aptos ao voto, não atende ao critério eleitoral definido pelo inciso II do artigo n.º 29 da Constituição Federal para a realização de um 2.º turno caso nenhum dos candidatos a prefeito alcance maioria absoluta dos votos. Neste caso, o(a) vencedor(a) é escolhido por maioria simples.
Segundo dados do Tribunal Superior Eleitoral, 169 925 eleitores compunham o eleitorado araraquarense apto a eleger 1 prefeito, 1 vice–prefeito e 18 vereadores para a Câmara Municipal em 2024.

## Candidaturas oficiais

### Registro de candidaturas
Uma novidade nesta eleição é que haverá redução no número de candidaturas ao Poder Legislativo. Cada partido poderá registrar no total 100% (cem por cento) do número de vagas mais 1 (um), diferente das edições anteriores onde os partidos lançavam 150% do número de vagas na Câmara Municipal. Ou seja, em Araraquara cada partido ou federação poderá lançar até 19 candidatos, 8 a menos que o escrutínio anterior.
Existem 21 diretórios municipais em situação regular no município, possibilitando 14 chapas unipartidárias e 3 federadas, lançando até 323 candidatos à Câmara Municipal, sendo 94 a menos comparada à eleição anterior que contou com 417 candidatos registrados.
Foram deferidos 267 candidatos a vereador, 150 a menos que a eleição de 2020, distribuídos em 16 chapas proporcionais. Dos diretórios municipais com registro ativo no município, apenas o PSTU não apresentou candidatos.

### Chapas e coligações
| Candidaturas deferidas pelo TSE para a disputa eleitoral | Candidaturas deferidas pelo TSE para a disputa eleitoral | Candidaturas deferidas pelo TSE para a disputa eleitoral | Candidaturas deferidas pelo TSE para a disputa eleitoral | Candidaturas deferidas pelo TSE para a disputa eleitoral | Candidaturas deferidas pelo TSE para a disputa eleitoral | Candidaturas deferidas pelo TSE para a disputa eleitoral                                                                      | Candidaturas deferidas pelo TSE para a disputa eleitoral |
| N.º                                                      | N.º                                                      | Candidato(a) a prefeito(a)                               | Candidato(a) a prefeito(a)                               | Candidato(a) a vice-prefeito(a)                          | Candidato(a) a vice-prefeito(a)                          | Coligação | Situação                                                 |
| -------------------------------------------------------- | -------------------------------------------------------- | -------------------------------------------------------- | -------------------------------------------------------- | -------------------------------------------------------- | -------------------------------------------------------- | --- | -------------------------------------------------------- |
|                                                          | 13                                                       |                                                          | Eliana Honain (PT)                                       |                                                          | Delorges Mano (PT)                                       | Frente Democrática de Araraquara PT / PCdoB / PV / PSOL / REDE / PSDB / Cidadania / MDB / PSB / Progressistas / PDT / Podemos | Não eleito                                               |
|                                                          | 22                                                       |                                                          | Doutor Lapena (PL)                                       |                                                          | Meire Laurindo (PL)                                      | União e Mudança PL / Republicanos / DC / UNIÃO                                                                                | Eleito                                                   |
|                                                          | 29                                                       |                                                          | Tiago Pires (PCO)                                        |                                                          | Lenilza Pontes (PCO)                                     | partido isolado | Não eleito                                               |
|                                                          | 30                                                       |                                                          | Pedro Tedde (NOVO)                                       |                                                          | Anna Paula Agro (NOVO)                                   | Resgatando Araraquara NOVO / PRD                                                                                              | Não eleito                                               |
|                                                          | 55                                                       |                                                          | Marcos Garrido (PSD)                                     |                                                          | Maria Rita Albachiare (PSD)                              | partido isolado | Não eleito                                               |

## Contas de campanha
Os candidatos a prefeito movimentaram o total de R$ 6.175.161,03.
A candidata com maior receita é a enfermeira e ex-secretária municipal de saúde Eliana Honain (PT) com R$ 3.416.971,50 sendo 74.63% vindos do diretório nacional do PT, além de 16 pessoas físicas doadoras; seguida pelo médico cirurgião plástico Luis Cláudio Lapena (PL) com R$ 2.160.000,00 provenientes dos diretórios nacionais do PL, REP e UNIÃO, diretório estadual do REP e diretório municipal do PL; o advogado e vereador da 18ª Legislatura Marcos Garrido (PSD) recebeu R$ 310.000,00 advindos do diretório nacional do PSD e recursos próprios do candidato; e o empresário do setor imobiliário e de prestação de serviços terceirizados Pedro Tedde (NOVO) R$ 288.189,53 provenientes dos diretórios municipal e nacional do Partido NOVO. Até o momento o bancário da Caixa Econômica Federal Tiago Pires (PCO) não registrou receitas.
Com relação ao tempo de TV, Honain (PT) possui 4'32, Lapena (PL) 4'03, Garrido (PSD) 1'03 e Tedde (NOVO) 0'20. Pires (PCO) não possui o direito por conta da cláusula de barreira.

## Pesquisas eleitorais
Foram registradas cinco pesquisas eleitorais sob os números SP-04285/2024, SP-03369/2024, SP-06455/2024, SP-07458/2024 e SP-06920/2024 contratadas pela 3 Poderes Midia e Comunicacao LTDA, subsidiária do Grupo Record, e executadas pela Real Time Midia LTDA no valor de R$ 15.000,00 cada com resultados divulgados no Portal R7. A pesquisa foi aplicada de forma estratificada e feita seleção por listagem de bairros.
Foram registradas duas pesquisas eleitorais sob os números SP-03157/2024 e SP-02874/2024 contratadas pelo Partido Liberal (PL) e executada pelo Instituto Paraná de Pesquisas e Análise de Consumidor LTDA nos valores de R$ 40.250,00 e R$ 46.240,00, respectivamente. A pesquisa foi aplicada de forma estratificada e feita seleção por setores censitários do IBGE.
Foram registradas quatro pesquisas sob os números SP-06615/2024, SP-07674/2024, SP-03295/2024 e SP-02526/2024 contratadas pela Radio Morada do Sol LTDA e executadas pela Engracia Pesquisa de Mercado e Opinioes LTDA no valor de R$ 25.000,00 cada. A pesquisa foi aplicada de forma estratificada e feita seleção por setores censitários do IBGE.
Foi registrada uma pesquisa eleitoral sob o número SP-00597/2024 contratada pelo Partido NOVO Araraquara e executada pelo Instituto Verita LTDA no valor de R$ 20.836,94. A pesquisa foi aplicada de forma estratificada e feita seleção compilada por listagem de bairros e setores censitários do IBGE. Também foi registrada uma pesquisa eleitoral sob o número SP-00382/2024 executada pela  Colectta Instituto de Pesquisa e Estatística LTDA no valor de R$ 20.000,00.
Foram registradas três pesquisas sob os números SP-07575/2024, SP-04370/2024 e SP-02853/2024 contratadas pela Adverge Midia e Tecnologia Digital LTDA e executadas pela Agora Pesquisa EIRELI sendo as duas primeiras no valor de R$ 18.000,00 e a terceira no valor de R$ 12.000,00 com resultado divulgado no portal Último Segundo do iG. As pesquisas foram aplicadas de forma estratificada e feita seleção por listagem de bairros.
Foi registrada uma pesquisa eleitoral sob o número SP-06362/2024 contratada pela Editora Cidades LTDA e executada pela AR7 Pesquisas Inteligentes LTDA no valor de R$ 4.000,00.
| Número de registro no TSE | Data de realização            | Data de divulgação | Contratante                             | Executante                                                 | Entrevistados | Margem de erro | Candidatos         | Candidatos         | Candidatos          | Candidatos         | Candidatos           | Candidatos        | Brancos e nulos | Não sabe/ Não respondeu |
| Número de registro no TSE | Data de realização            | Data de divulgação | Contratante                             | Executante                                                 | Entrevistados | Margem de erro | Eliana Honain (PT) | Doutor Lapena (PL) | Edna Martins (PSDB) | Pedro Tedde (NOVO) | Marcos Garrido (PSD) | Tiago Pires (PCO) | Brancos e nulos | Não sabe/ Não respondeu |
| ------------------------- | ----------------------------- | ------------------ | --------------------------------------- | ---------------------------------------------------------- | ------------- | -------------- | ------------------ | ------------------ | ------------------- | ------------------ | -------------------- | ----------------- | --------------- | ----------------------- |
| SP-04285/2024             | 1 a 3 de junho                | 4 de junho         | 3 Poderes Midia e Comunicacao LTDA      | Real Time Midia LTDA                                       | 1000          | 3%             | 31%                | 19%                | 14%                 | 7%                 | 5%                   | -                 | 11%             | 13%                     |
| SP-03369/2024             | 13 a 15 de julho              | 16 de julho        | 3 Poderes Midia e Comunicacao LTDA      | Real Time Midia LTDA                                       | 1000          | 3%             | 34%                | 26%                | -                   | 7%                 | 7%                   | -                 | 12%             | 14%                     |
| SP-03157/2024             | 21 a 25 de julho              | 27 de julho        | Partido Liberal (PL)                    | Instituto Paraná de Pesquisas e Análise de Consumidor LTDA | 710           | 3,8%           | 33%                | 34,8%              | -                   | 8,3%               | 5,8%                 | 3%                | 8,2%            | 7%                      |
| SP-06455/2024             | 9 a 10 de agosto              | 12 de agosto       | 3 Poderes Midia e Comunicacao LTDA      | Real Time Midia LTDA                                       | 1000          | 3%             | 36%                | 29%                | -                   | 8%                 | 6%                   | 2%                | 8%              | 11%                     |
| SP-06615/2024             | 7 a 9 de setembro             | 10 de setembro     | Radio Morada do Sol LTDA                | Engracia Pesquisa de Mercado e Opinioes LTDA               | 625           | 4%             | 42%                | 34%                | -                   | 3%                 | 3%                   | 1%                | 4%              | 13%                     |
| SP-00597/2024             | 9 a 12 de setembro            | 12 de setembro     | Partido NOVO Araraquara                 | Instituto Verita LTDA                                      | 604           | 4%             | 35,6%              | 39,4%              | -                   | 7,2%               | 1,6%                 | 0,7%              | 7,2%            | 8,4%                    |
| SP-07575/2024             | 9 a 10 de setembro            | 12 de setembro     | Adverge Midia e Tecnologia Digital LTDA | Agora Pesquisa EIRELI                                      | 500           | 4,38%          | 33%                | 25%                | -                   | 4%                 | 1%                   | 3%                | 18%             | 16%                     |
| SP-07458/2024             | 11 a 12 de setembro           | 13 de setembro     | 3 Poderes Midia e Comunicacao LTDA      | Real Time Midia LTDA                                       | 1000          | 3%             | 40%                | 31%                | -                   | 6%                 | 6%                   | 1%                | 8%              | 8%                      |
| SP-07674/2024             | 15 a 19 de setembro           | 20 de setembro     | Radio Morada do Sol LTDA                | Engracia Pesquisa de Mercado e Opinioes LTDA               | 625           | 4%             | 54%                | 34%                | -                   | 1%                 | 2%                   | 1%                | 1%              | 7%                      |
| SP-02874/2024             | 19 a 22 de setembro           | 23 de setembro     | Partido Liberal (PL)                    | Instituto Paraná de Pesquisas e Análise de Consumidor LTDA | 680           | 3,8%           | CANCELADA          | CANCELADA          | CANCELADA           | CANCELADA          | CANCELADA            | CANCELADA         | CANCELADA       | CANCELADA               |
| SP-06920/2024             | 24 a 25 de setembro           | 26 de setembro     | 3 Poderes Midia e Comunicacao LTDA      | Real Time Midia LTDA                                       | 1000          | 3%             | 41%                | 34%                | -                   | 7%                 | 5%                   | 0%                | 7%              | 6%                      |
| SP-04370/2024             | 23 a 25 de setembro           | 27 de setembro     | Adverge Midia e Tecnologia Digital LTDA | Agora Pesquisa EIRELI                                      | 500           | 4,38%          | 40%                | 25%                | -                   | 5%                 | 2%                   | 1%                | 9%              | 18%                     |
| SP-03295/2024             | 23 a 26 de setembro           | 28 de setembro     | Radio Morada do Sol LTDA                | Engracia Pesquisa de Mercado e Opinioes LTDA               | 625           | 4%             | 52%                | 28%                | -                   | 3%                 | 2%                   | 2%                | 1%              | 12%                     |
| SP-00382/2024             | 28 a 29 de setembro           | 2 de outubro       | Partido NOVO Araraquara                 | Colectta Instituto de Pesquisa e Estatística LTDA          | 600           | 4%             | 44,83%             | 30%                | -                   | 4,17%              | 1%                   | 0,83%             | 10%             | 9,17%                   |
| SP-02853/2024             | 30 de setembro a 2 de outubro | 3 de outubro       | Adverge Midia e Tecnologia Digital LTDA | Agora Pesquisa EIRELI                                      | 500           | 4,38%          | 41%                | 34%                | -                   | 3%                 | 1%                   | 1%                | 7%              | 13%                     |
| SP-02526/2024             | 30 de setembro a 2 de outubro | 4 de outubro       | Radio Morada do Sol LTDA                | Engracia Pesquisa de Mercado e Opinioes LTDA               | 625           | 4%             | 52%                | 30%                | -                   | 4%                 | 3%                   | 2%                | 2%              | 7%                      |
| SP-09010/2024             | 29 a 30 de setembro           | 4 de outubro       | Editora Cidades LTDA                    | AR7 Pesquisas Inteligentes LTDA                            | 700           | 3,7%           | IMPUGNADA          | IMPUGNADA          | IMPUGNADA           | IMPUGNADA          | IMPUGNADA            | IMPUGNADA         | IMPUGNADA       | IMPUGNADA               |

## Debates eleitorais
O Centro Acadêmico de Administração Pública (CAAP) da Faculdade de Ciências e Letras (FCLAr/UNESP) organiza o seu debate com os cinco candidatos no dia 18 de setembro, às 19 horas, no anfiteatro do Campus, com transmissão simultânea no YouTube nos canais "CAAP Unesp" e "tvfclar", com mediação de discentes da graduação em administração pública e docente coordenador.
A Rádio Morada FM (98,1), empresa do Sistema de Comunicação Roberto Montoro, realizará seu debate com todos os candidatos ao executivo municipal no dia 26 de setembro, às 10 horas, durante a exibição do tradicional Jornal da Morada, mediado pelo jornalista Chico Lourenço. Além do rádio, haverá transmissão simultânea pelo canal do YouTube e página no Facebook "Portal Morada".
O portal ACidade ON divulgou que realizará seu debate com os quatro candidatos cujo partido superou a cláusula de barreira, ou seja, o candidato Tiago Pires (PCO) não estará presente. A transmissão será no dia 28 de setembro, após o programa "Altas Horas" no canal EPTV Central e nos portais g1 e ACidade ON.
| Data de realização     | Organizadores                                                            | Mediadores                                               | Doutor Lapena (PL) | Eliana Honain (PT) | Pedro Tedde (NOVO) | Marcos Garrido (PSD) | Tiago Pires (PCO) |
| ---------------------- | ------------------------------------------------------------------------ | -------------------------------------------------------- | ------------------ | ------------------ | ------------------ | -------------------- | ----------------- |
| 18 de setembro de 2024 | CAAP – FCLAr/UNESP transmissão no YouTube "CAAP Unesp" e "tvfclar"       | Discentes do curso de graduação em Administração Pública | Convidado          | Convidado          | Convidado          | Convidado            | Convidado         |
| 26 de setembro de 2024 | Rádio Morada FM (98,1) transmissão no YouTube e Facebook "Portal Morada" | Chico Lourenço                                           | Convidado          | Convidado          | Convidado          | Convidado            | Convidado         |
| 28 de setembro de 2024 | EPTV Central transmissão no g1 e ACidade ON                              | Juliana Brunório                                         | Convidado          | Convidado          | Convidado          | Convidado            | Não convidado     |

## Resultados eleitorais

### Poder Executivo
Contrariando completamente as tendências apresentadas nas últimas pesquisas eleitorais, Doutor Lapena (PL) superou Eliana Honain (PT), candidata governista apoiada pelo então prefeito em exercício Edinho Silva (PT), e sagrou-se vencedor do pleito após conquistar 55 158 votos, o equivalente a 49,18% dos votos válidos. Seu mandato à frente do Poder Executivo municipal iniciou-se em 1 de janeiro de 2025 e será concluído em 31 de dezembro de 2028.
| Candidatos a prefeito(a)   | Candidatos a prefeito(a) | Candidatos a vice-prefeito(a) | Votação | Votação     |
| Candidatos a prefeito(a)   | Candidatos a prefeito(a) | Candidatos a vice-prefeito(a) | Total   | Porcentagem |
| -------------------------- | ------------------------ | ----------------------------- | ------- | ----------- |
|                            | Doutor Lapena (PL)       | Meire Laurindo (PL)           | 55 158  | 49,18%      |
|                            | Eliana Honain (PT)       | Delorges Mano (PT)            | 50 647  | 45,16%      |
|                            | Pedro Tedde (NOVO)       | Anna Paula Agro (NOVO)        | 5 009   | 4,47%       |
|                            | Marcos Garrido (PSD)     | Maria Rita Albachiare (PSD)   | 1 134   | 1,01%       |
|                            | Tiago Pires (PCO)        | Lenilza Pontes (PCO)          | 204     | 0,18%       |
| Total de votos válidos     | Total de votos válidos   | Total de votos válidos        | 112 152 | 112 152     |
| Votos apurados             |                          |                               |         |             |
| Votos válidos              | Votos válidos            | Votos válidos                 | 112 152 | 89,07%      |
| Votos em branco            | Votos em branco          | Votos em branco               | 5 647   | 4,48%       |
| Votos nulos                | Votos nulos              | Votos nulos                   | 8 118   | 6,45%       |
| Total de votos apurados    | Total de votos apurados  | Total de votos apurados       | 125 917 | 125 917     |
| Participação do eleitorado |                          |                               |         |             |
| Comparecimentos            | Comparecimentos          | Comparecimentos               | 125 917 | 74,10%      |
| Abstenções                 | Abstenções               | Abstenções                    | 44 008  | 25,90%      |
| Total de eleitores aptos   | Total de eleitores aptos | Total de eleitores aptos      | 169 925 | 169 925     |
| Fonte: g1                  |                          |                               |         |             |

### Poder Legislativo
No sistema proporcional, pelo qual são eleitos os vereadores, o voto dado a um candidato é primeiro considerado para o partido ao qual ele é filiado. O total de votos de um partido é que define quantas cadeiras ele terá. Definidas as cadeiras, os candidatos mais votados do partido são chamados a ocupá-las. Abaixo encontram-se os candidatos a vereador eleitos, reeleitos e os que ficaram como suplentes para a 19.ª legislatura, iniciada em 1 de janeiro de 2025 e que será concluída em 31 de dezembro de 2028.
| N.º   | Candidato(a)        | Partido político | Votos obtidos | Porcentagem | Situação    |
| ----- | ------------------- | ---------------- | ------------- | ----------- | ----------- |
| 10777 | Rafael de Angeli    | Republicanos     | 4 052         | 3,67%       | Reeleito(a) |
| 13000 | Maria Paula         | PT               | 3 495         | 3,16%       | Eleito(a)   |
| 30123 | Balda               | NOVO             | 3 067         | 2,77%       | Eleito(a)   |
| 65000 | Guilherme Bianco    | PCdoB            | 3 052         | 2,76%       | Reeleito(a) |
| 22222 | Michel Kary         | PL               | 2 843         | 2,57%       | Eleito(a)   |
| 13613 | Fabi Virgílio       | PT               | 2 280         | 2.06%       | Reeleito(a) |
| 15800 | Aluísio Boi         | MDB              | 2 277         | 2,06%       | Reeleito(a) |
| 15200 | Marcão da Saúde     | MDB              | 1 770         | 1,60%       | Eleito(a)   |
| 13121 | Filipa Brunelli     | PT               | 1 747         | 1,58%       | Reeleito(a) |
| 22192 | Enfermeiro Delmiran | PL               | 1 612         | 1,46%       | Eleito(a)   |
| 22000 | Cristiano da Silva  | PL               | 1 540         | 1,39%       | Eleito(a)   |
| 15600 | Gerson da Farmácia  | MDB              | 1 509         | 1,37%       | Suplente    |
| 13777 | Alcindo Sabino      | PT               | 1 486         | 1,34%       | Eleito(a)   |
| 11456 | Emanoel Sponton     | Progressistas    | 1 461         | 1,32%       | Reeleito(a) |
| 30001 | Coronel Prado       | NOVO             | 1 454         | 1,32%       | Eleito(a)   |
| 30000 | Lineu WL            | NOVO             | 1 403         | 1,27%       | Suplente    |
| 11300 | Marcelo Gurgel      | Progressistas    | 1 355         | 1,23%       | Eleito(a)   |
| 10010 | Doutor Lelo         | Republicanos     | 1 305         | 1,18%       | Eleito(a)   |
| 13600 | Paulo Landim        | PT               | 1 292         | 1,17%       | Reeleito(a) |
| 22777 | Geani Trevisóli     | PL               | 1 244         | 1,13%       | Eleito(a)   |